# The First Noel

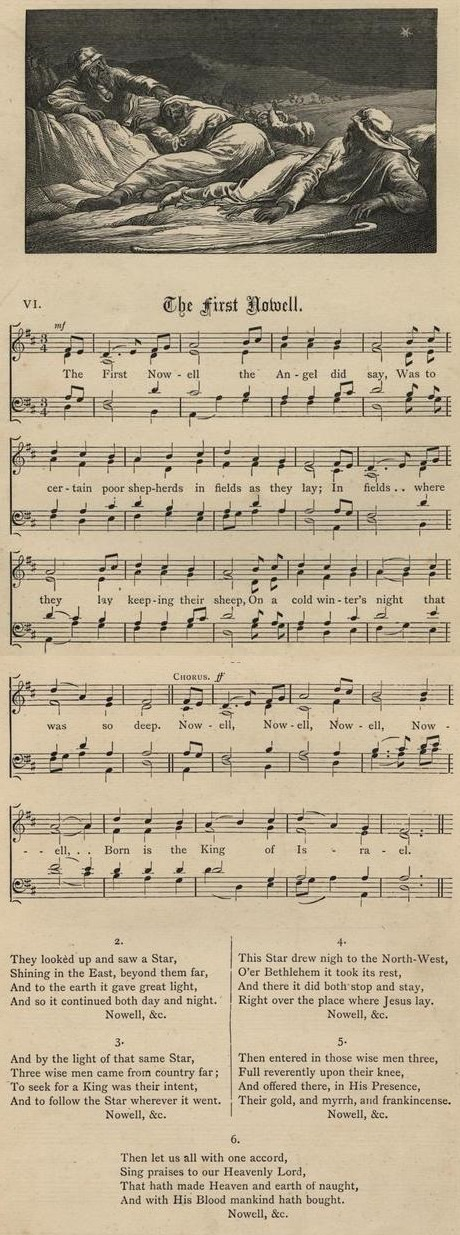
«The First Noel» из сборника «Старинные и современные кэролы» (Carols Ancient and Modern, 1823)

«The First Noel», «The First Noël», «The First Nowell» (Первый Ноэль) — традиционный классический английский рождественский кэрол, созданный, скорее всего, в раннее Новое время, а, возможно, и раньше. Ноэль — синоним «Рождества» в ранненовоанглийском языке (XV—XVII века).

## История
Кэрол «The First Noel» происходит из Корнуолла и в своём современном виде впервые появился в песенных сборниках «Старинные и современные кэролы» (Carols Ancient and Modern, 1823) и «Gilbert and Sandys Carols» (1833) под редакцией Уильяма Сэндиса. Дэвис Гилберт написал музыку и отредактировал тексты для сборника «Hymns and Carols of God». Сегодня, как правило, песня исполняется в размере две четверти в аранжировке английского композитора Джона Стайнера, впервые опубликованной в его сборнике «Carols, New and Old» 1871 года. Вариации песни включены в сборник Виктора Хели-Хатчинсона «Carol Symphony».
Кэрол выделяется среди английских народных мелодий тем, что состоит из одной дублирующейся фразы, повторяемой рефреном-вариацией на эту фразу. Все три фразы заканчиваются на третий счёт. Эта версия может быть ранней церковной мелодией, и, предположительно, её реконструкцию можно найти в « New Oxford Book of Carols».
Благовест и поклонение пастухов являются эпизодами истории о Рождестве Иисуса, описанной во второй главе Евангелие от Луки. Вифлеемская звезда упомянута в рассказе о волхвах (мудрецах) в Евангелие от Матфея и не встречается в истории о пастухах.

## Текст
| Оригинал текста на английском языке | Перевод на русский язык |
| --- | --- |
| 1. The first Nowell the angel did say Was to certain poor shepherds in fields as they lay; In fields where they lay, keeping their sheep, On a cold winter’s night that was so deep: Refrain Nowell, Nowell, Nowell, Nowell, Born is the King of Israel. | 1. Первый Ноэль, по словам ангелов, Был встречен бедными пастухами в полях, где они лежали; В полях, где они лежали, держа овец, Холодной, зимней непроглядной ночью. Рефрен Ноэль, Ноэль, Ноэль, Ноэль, Родился Царь Израиля. |
| 2. They looked up and saw a star, Shining in the east, beyond them far: And to the earth it gave great light, And so it continued both day and night: | 2. Они взглянули вверх и увидели звезду, Сияющую над ними далеко на востоке: И она струила по земле великое сияние, Что продолжалось день и ночь.                                                                              |
| 3. And by the light of that same star, Three Wise Men came from country far; To seek for a King was their intent, And to follow the star whersoever it went:                                                                                             | 3. И к сиянию этой звезды Три волхва пришли из дальнего края, Чтобы найти Царя, Они следовали за звездой. |
| 4. This star drew nigh to the north-west; O’er Bethlehem it took its rest; And there it did both stop and stay Right over the place where Jesus lay: | 4. Эта звезда поднялась на северо-западе И замерла над Вифлеемом, Где остановилась и осталась Прямо над местом, где лежал Иисус.                                                                                               |
| 5. Then entered in those Wise Men three, Full reverently upon their knee, And offered there in his presence, Their gold and myrrh and frankincense: | 5. И вошли три волхва И пали на колена, И поднесли ему Золото, мирт и ладан. |
| 6. Then let us all with one accord Sing praises to our heavenly Lord That hath made heaven and earth of nought, And with his blood mankind hath bought:                                                                                                  | 6. Как один все вместе мы Воспоём хвалу небесному Господу, Который сотворил небо и землю из ничего И кровью своею искупил грехи человеческие.                                                                                  |

## Исполнители
Некоторые музыканты записали свои варианты песни, в том числе:
- Джоан Баэз (Noël), 1966 (переизд. 2001)
- Элла Фицджеральд (Ella Fitzgerald’s Christmas), 1967
- Элвис Пресли (Elvis Sings the Wonderful World of Christmas), 1971
- Boney M. (The 20 Greatest Christmas Songs), 1986
- Aly & AJ (Acoustic Hearts of Winter), 2006
- Gregorian (Christmas Chants), 2006
- Бони Джеймс (Christmas Present), 2007
- Боб Дилан (Christmas in the Heart), 2009
- Libera (Libera: The Christmas Album), 2011[5]
- Pentatonix, 2015[6]
- Марк Мартел, 2017
- Роб Хэлфорд, 2019[7]